# Casas de Fernando Alonso
Casas de Fernando Alonso település Spanyolországban, Cuenca tartományban. Casas de Fernando Alonso Casas de los Pinos, San Clemente, Vara de Rey és Casas de Haro községekkel határos. Lakosainak száma 1088 fő (2024).

## Népesség
A település népessége az utóbbi években az alábbiak szerint változott:
| Lakosok száma | 1424 | 1333 | 1366 | 1462 | 1472 | 1358 | 1258 | 1169 | 1147 | 1088 |
|               | 2001 | 2004 | 2006 | 2009 | 2011 | 2014 | 2016 | 2019 | 2021 | 2024 |